# 남악회양

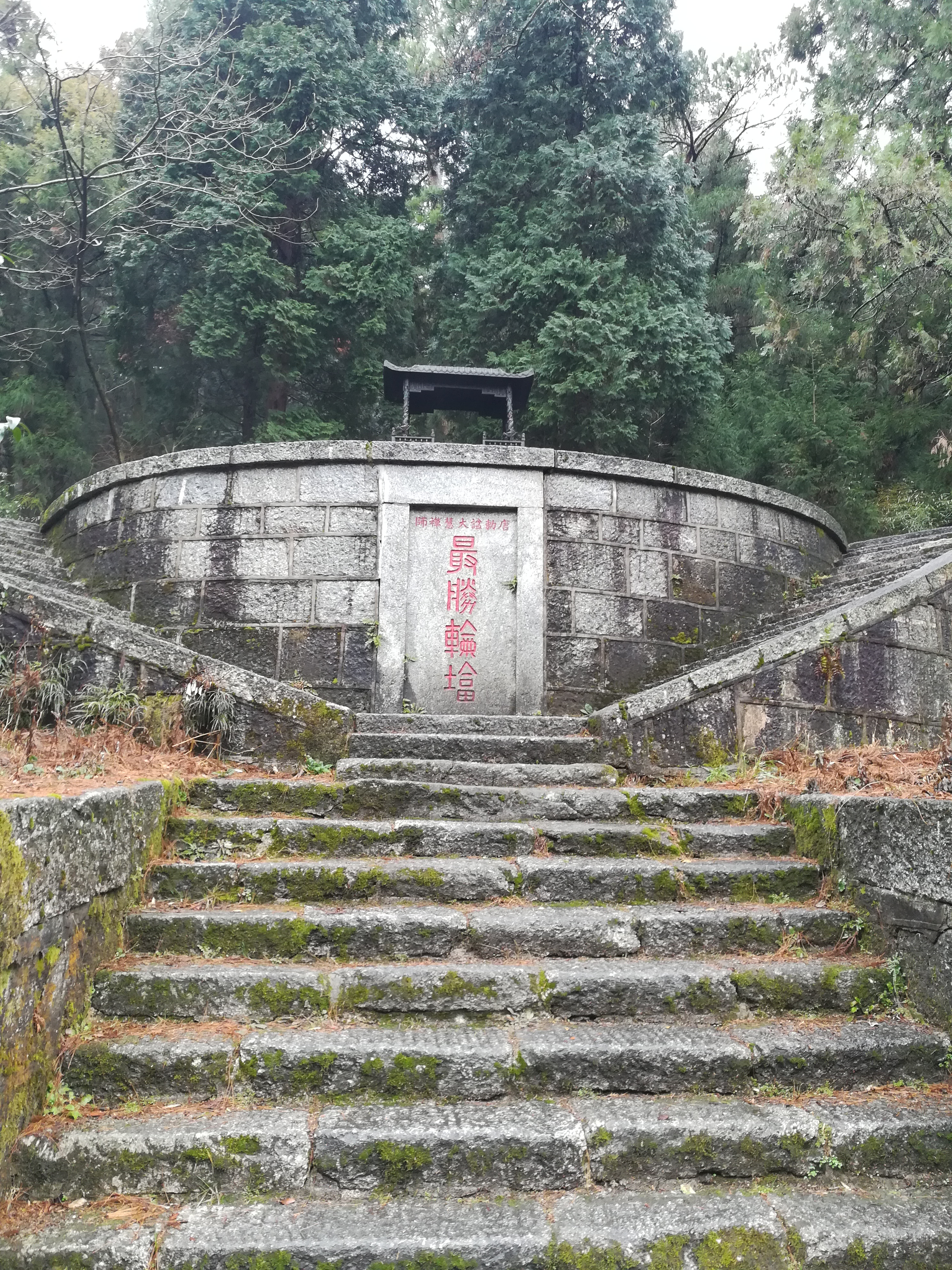
중국 호남성 형산(衡山)에 있는 남악회양의 묘인 최승륜탑(最勝輪塔). 최승륜은 남악선사의 탑호이다. 당나라 재상 배휴가 만듦.

남악회양(南岳懷讓, 677-744)은 중국 선종인 위앙종과 임제종에서 제7대 조사로 섬기는 선사이다.
남종선 6대 조사인 조계혜능의 법을 이어, 위앙종과 임제종의 8대 조사인 마조도일에게 법을 전해주었다.

## 생애
677년 4월 8일에 태어났다. 15세에 홍경율사에게 출가하여, 교종인 천태종 승려가 되었다. 그러나 출가는 인간의 승자나 극락에 가고자 하는 것이 아니라, 무위법을 실천하기 위한 것이라며 선종을 배우기 위해 숭산 혜안선사에게 가서 배웠다.
그후, 더 배우기 위해 육조 혜능대사를 찾아갔다.

### 8년의 기다림
혜능이 남악회양에게 어디서 왔느냐고 물었다. 남악회양은 숭산에서 왔다고 했다. 다시, 혜능은 어떤 물건이 여기에 왔느냐고 물었지만, 남악회양은 아무 말도 하지 못했다.
이후 남악회양은 혜능의 밑에서 8년을 보내고는, 어느 날 홀연히 깨달았다.
남악회양은 혜능에게 가서 8년 전의 질문에 이어 답을 하기를, 한 물건이라고 해도 맞지 않습니다라고 했다. 혜능이 말하기를 그것을 닦아서 증득할 수 있냐고 물었다. 남악회양은 닦아 증득할 수는 있으나, 더럽힐 수는 없다고 하였다. 혜능은 더럽힐 수 없는 이유는 부처님이 염려하시어 보호하고 있는 덕분이라며, 그것은 너와 내가 똑같다고 했다. 여기서 남악회양은 크게 깨우쳤다.

### 마조도일에게 법을 물려주다
이후 남악회양은 남악에 있는 반야사로 가서 법을 펼쳤다. 여기서 마조도일에게 법을 물려주었다.